# Christian Antkow
Christian "Xian" Antkow är en amerikansk ingenjör, datorspelsutvecklare och röstskådespelare.
Antkow var under en längre tid anställd av datorspelsföretaget id Software där han var med och utvecklade spelserierna Quake och Doom.
Han är sedan 2014 anställd av teknikföretaget Oculus VR.